# Michel Bourgoin
Michel Bourgoin (ur. 24 listopada 1936, zm. 25 kwietnia 2020) – francuski judoka.
Uczestnik mistrzostw świata w 1961. Zdobył sześć medali mistrzostw Europy w latach 1958 - 1964, w tym dwa w drużynie. Mistrz Francji w 1961 i 1964 roku.